# Aeroportul Candilejas
Aeroportul Candilejas (IATA: CJD, ICAO: SKDJ) este un aeroport din Departamentul Caquetá, Columbia.
Situat la o altitudine de 229 m, aeroportul dispune de o singură pistă.